# European Tyre and Rim Technical Organization
De European Tyre and Rim Technical Organization of ETRTO is een organisatie in Europa die technische afspraken maakt over banden, velgen en ventielen ten aanzien van maatvoering, belastbaarheid en andere technische gegevens. De organisatie streeft naar vrije uitwisseling van technische informatie over deze onderwerpen.  De ETRTO werd opgericht in oktober 1964 en vloeide voort uit de European Tyre and Wheel Technical Conference (ETWTC). De huidige doelstellingen zijn geformuleerd in oktober 2001.
Fabrikanten van banden, velgen en ventielen met een productiefaciliteit in een land dat de UNECE-afspraken van Genève uit 1958 of 1998 heeft ondertekend kunnen lid van de organisatie worden.
Begin jaren 80 nam ISO, in overleg met de VS en Japan, dezelfde principes over en publiceerde de normen ISO 5775-1 en ISO 5775-2.